# Никсица
Никсица (лат. Scilla) је род вишегодишњих зељастих биљака из фамилије зумбула (Hyacinthaceae), које већином цветају у пролеће. Род обухвата око 90 врста, распрострањених широм Старог света. Цветови су најчешће плаве боје, али се јављају и ружичасте или љубичасте варијанте. Поједине врсте се узгајају као украсне биљке.